# Clematis patens 'Evipo029'
Cultivar
La clématite patens 'evipo029' PBR & PPaf est un cultivar de clématite obtenu en 2003 par Raymond Evison en Angleterre. Elle porte le nom commercial de clématite patens Filigree 'Evipo029' PBR & PPaf.

## Description
'Evipo029' PBR & PPaf est une clématite à fleurs bleues virant au gris et possédant entre 7 et 10 sépales et d'un diamètre d'environ 12 centimètres. La couleur rouge des étamines de cette clématite contraste bien avec le bleu de la fleur. Les sépales elliptiques sont légèrement ébouriffés sur leurs bords. Il peut arriver que la fleur soit semi double.
Elle ne possède pas de parfum particulier.

## Obtention
La clématite Filigree été obtenue par le croisement de différents pollens et de la clématite Clair de lune.

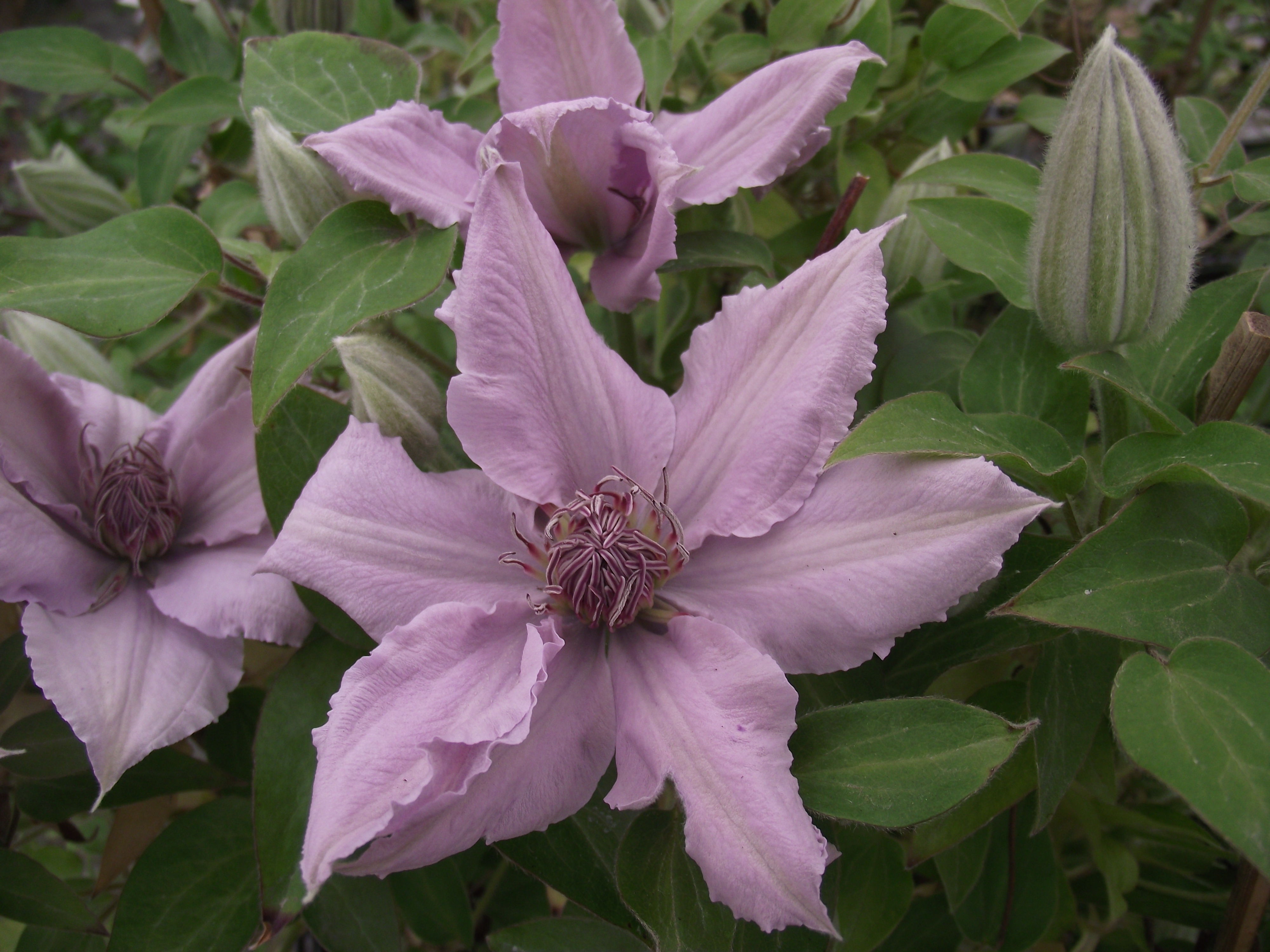
clématite patens Filigree 'evipo029' PBR & PPaf.

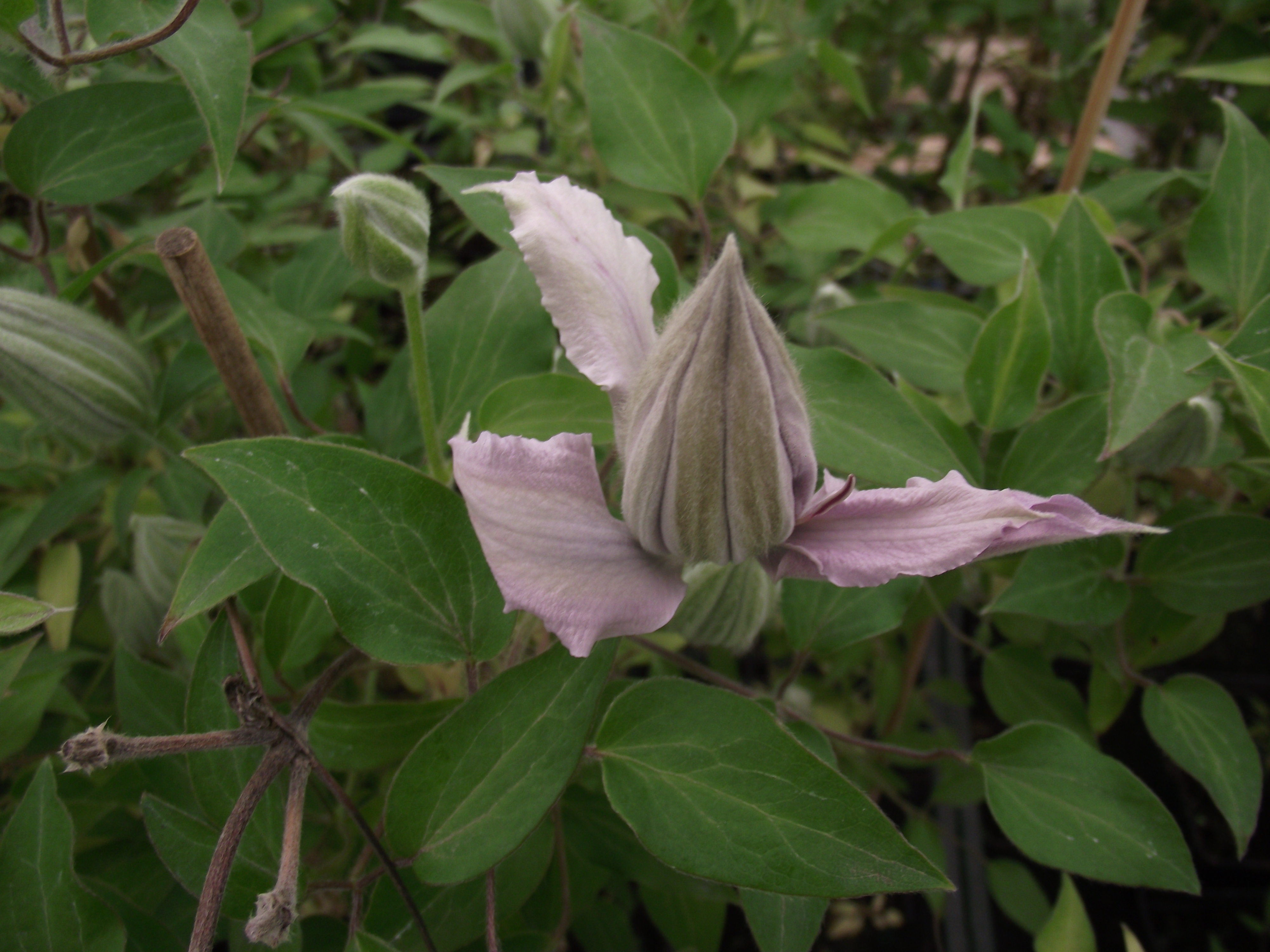
clématite patens Filigree 'evipo029' PBR & PPaf.

## Protection
'Evipo029' PBR & PPaf est protégé par l'Union internationale pour la protection des obtentions végétales sous licence PBR & PPaf avec le numéro : 0962 du 16 novembre 2007. Filigree est protégé par une licence trademark.

## Culture
La clématite Filigree s'épanouit très bien en pot ou en pleine terre. Un très bon cultivar pour la culture en coupe ou suspension.
Cette clématite résiste à des températures jusqu'à moins 20 degrés Celsius.

## Maladies et ravageurs
La clématite Filigree est sensible à l'excès d'eau ce qui pourra provoquer une pourriture du collet de la plante et ainsi la mort de la clématite.